# Wheathampstead
Wheathampstead is een civil parish in het bestuurlijke gebied St Albans, in het Engelse graafschap Hertfordshire met 6410 inwoners.

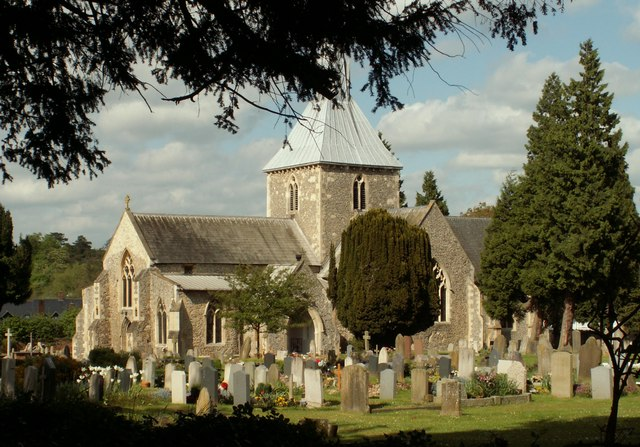
Kerk van St Helen

## Geboren
- Reginald Owen (1887-1972), acteur